# یواس‌اس سی لئوپارد (اس‌اس-۴۸۳)
یواس‌اس سی لئوپارد (اس‌اس-۴۸۳) (به انگلیسی: USS Sea Leopard (SS-483)) یک زیردریایی است که طول آن ۳۱۱ فوت ۸ اینچ (۹۵٫۰۰ متر) می‌باشد. این زیردریایی در سال ۱۹۴۵ ساخته شد.